# Katharina Hammerschmidt
Pour les articles homonymes, voir Hammerschmidt.
Katharina Hammerschmidt née le 14 décembre 1943 à Danzig et décédée le 29 juin 1975 en prison à Berlin-ouest était membre de la première génération de la Fraction armée rouge (RAF).

## Biographie

### RAF
En 1970 son amie Gudrun Ensslin la fit entrer à la RAF. Elle commença à soutenir le groupe en mettant à sa disposition des  caches et en transmettant le courrier. Très vite un avis de recherche fut lancé contre elle et elle s'enfuit en France. On lui reprochait d'avoir fourni « des armes aux terroristes et, sous un faux nom, d'avoir loué pour eux des appartements dont ils s'étaient servis pour leurs entreprises ». Cependant, sur les conseils de son avocat Otto Schily, elle revint peu après en Allemagne et se mit le 29 juin 1972 à la disposition de la justice. L'avocat espérait qu'on se contenterait de l'interroger, et qu'on la remettrait ensuite en liberté. Dès le début de sa détention, elle se plaignit de problèmes de santé mais, après un diagnostic qui ne donna rien, on se contenta « de prescrire à la patiente essentiellement des tranquillisants et des purgatifs.

### Mort
En détention, elle tomba malade du cancer et en mourut le 29 juin 1975, exactement trois ans jour pour jour après son arrestation. Son avocat et de nombreux sympathisants, mais aussi des médecins indépendants, reprochèrent aux médecins de la prison d'être responsables de la mort de la jeune femme pour n'avoir pas pratiqué les examens nécessaires ni donné les traitements appropriés. Dès août 1973, des radiographies pratiquées au cours d'un examen de routine par un médecin de la prison avaient permis de déceler des tumeurs. Par la suite « de petites taches à droite et à gauche » avaient été constatées par le médecin qui n'en avait tenu aucun compte. Son état de santé s'étant dégradé, le médecin de la prison l'examina fin septembre 1973. Elle se plaignait de maux de gorge insupportables, d'enrouement et d'enflure du cou. Après un prélèvement de sang, une analyse et des radiographies, deux médecins de l'établissement dont un interniste conclurent que tout était dans l'ordre. Ils expliquaient son état de santé par une grève de la faim terminée à la fin juin 1973, et aussi par des cris qu'elle poussait par la fenêtre de sa prison. Une femme de ménage préposée au nettoyage des toilettes et étrangère à l'affaire commentait ainsi son état de santé: « Entre sa mâchoire et son cou, on ne voyait plus aucune transition. ». Sa santé de plus en plus mauvaise provoqua de l'indignation. C'est ainsi qu'au début d'octobre 1973 les prisonniers, surtout les non-politiques, organisèrent un « chahut » à l'intérieur de l'établissement pour arriver à la faire examiner par un spécialiste. Un stagiaire chez Schily, sans connaissances médicales particulières, pensa à l'existence d'une tumeur et présenta une demande d'examen qui fut refusée. Un mois plus tard, le cou s'était encore enflé de près de trois centimètres. On fit appel à un spécialiste qui soupçonna tout de suite une tumeur et réclama des examens. Fin novembre, elle commença à suffoquer et c'est seulement alors qu'on l'hospitalisa dans un état très critique.